# Archibracon capensis
Archibracon capensis är en stekelart som först beskrevs av Cameron 1905.  Archibracon capensis ingår i släktet Archibracon och familjen bracksteklar. Inga underarter finns listade.